# Nombre idoine
En mathématiques, les nombres idoines d'Euler (également appelés nombres convenables) sont des entiers naturels définis en 1778 par Leonhard Euler. Ce dernier en a calculé une liste de 65 éléments dont on ne sait pas encore aujourd'hui si elle est complète ou non.

## Définitions
La définition donnée par Euler est la suivante :

Un entier naturel non nul {\displaystyle n} est idoine si tout entier impair {\displaystyle q} qui peut s'écrire d'une manière unique sous la forme {\displaystyle q=x^{2}+ny^{2}}, avec {\displaystyle x} et {\displaystyle y} naturels, est premier et si {\displaystyle x} et {\displaystyle ny} sont alors premiers entre eux.
On a trouvé depuis de nombreuses autres caractérisations de ces nombres, dont une liste se trouve dans la page  A000926 de l'OEIS. La plus simple en est la suivante :

Un entier naturel non nul {\displaystyle n} est idoine si et seulement s'il ne peut pas s'écrire {\displaystyle ab+bc+ca} pour des entiers vérifiant {\displaystyle 0<a<b<c}.
Autre définition :

Un entier naturel non nul {\displaystyle n} est idoine si le groupe de classes {\displaystyle C(-4n)} est isomorphe à {\displaystyle ({\mathbb {Z}}/2{\mathbb {Z}})^{m}} pour un entier {\displaystyle m\geqslant 1}.

## Conjecture de la liste complète
La liste des 65 nombres idoines obtenue par Euler est la suivante :
1, 2, 3, 4, 5, 6, 7, 8, 9, 10, 12, 13, 15, 16, 18, 21, 22, 24, 25, 28, 30, 33, 37, 40, 42, 45, 48, 57, 58, 60, 70, 72, 78, 85, 88, 93, 102, 105, 112, 120, 130, 133, 165, 168, 177, 190, 210, 232, 240, 253, 273, 280, 312, 330, 345, 357, 385, 408, 462, 520, 760, 840, 1320, 1365 et 1848
(suite A000926 de l'OEIS).
Par exemple, 11 n'est pas idoine car il peut s'écrire {\displaystyle 1\cdot 2+2\cdot 3+3\cdot 1}.
Les résultats de Peter J. Weinberger de 1973 impliquent qu'il existe au plus deux autres nombres idoines, et que la liste ci-dessus est complète si l'hypothèse de Riemann généralisée est valable (certaines sources affirment à tort que les résultats de Weinberger impliquent qu'il existe au plus un autre nombre idoine).